# Puertas Mavisa (equipo ciclista)
Puertas Mavisa fue un equipo ciclista profesional español que compitió desde la temporada de 1989 hasta la de 1992. 
Fue dirigido por el exciclista Faustino Rupérez, siendo el patrocinador principal del equipo fue la empresa maderera española Puertas Mavisa. Siempre fue un equipo modesto, que se caracterizaba por dar oportunidades a jóvenes corredores. Nunca logró grandes resultados. De hecho, solamente consiguió seis victorias de relevancia en sus cuatro años de profesionalismo.
Sus mayores éxitos, además de poder tomar partida de las Vueltas a España durante sus cuatro años en el circuito profesional, fueron por un lado las dos victorias en la Clasificación de las Metas Volantes por parte de Miguel Ángel Iglesias en las Vueltas de 1990 y 1991. Además, Iglesias fue el ganador de dicha clasificación en otras tres ocasiones (1987, 1988 y 1989), cuando militaba en otros equipos. Por otro lado, José Emilio Cuadrado se impuso en el primer sector de la primera etapa de la Vuelta a España de 1990, con final en Castellón de la Plana.
Los ciclistas más destacados del equipo, dentro de la modestia fueron Miguel Ángel Iglesias, Juan Carlos González Salvador y José Emilio Cuadrado.

## Corredor mejor clasificado en las Grandes Vueltas
| Año  | Giro de Italia | Tour de Francia | Vuelta a España                         |
| ---- | -------------- | --------------- | --------------------------------------- |
| 1989 | -              | -               | 128.º Sabino Angoitia                   |
| 1990 | -              | -               | 52.º Fernando Martínez de Guereñu Ochoa |
| 1991 | -              | -               | 20.º Fernando Martínez de Guereñu Ochoa |
| 1992 | -              | -               | 40.º José Pedrero                       |

## Palmarés

### 1989
| Carreras           | Ganador         |
| Subida a Txitxarro | Sabino Angoitia |

### 1990
| Carreras                                           | Ganador               |
| Campeonato de Luxemburgo de Ciclismo en Ruta       | Pascal Kohlvelter     |
| 1 etapa de la Vuelta Ciclista a España             | José Emilio Cuadrado  |
| Clasificación Metas Volantes de la Vuelta a España | Miguel Ángel Iglesias |

### 1991
| Carreras                                           | Ganador                       |
| Campeonato de España de Ciclismo en Ruta           | Juan Carlos González Salvador |
| Hucha de Oro                                       | Juan Carlos González Salvador |
| Trofeo Joan Solert                                 | Miguel Ángel Iglesias         |
| Clasificación Metas Volantes de la Vuelta a España | Miguel Ángel Iglesias         |

### 1992
| Carreras      | Ganador                       |
| Trofeo Sóller | Juan Carlos González Salvador |

## Plantillas
| - Sabino Angoitia - Brian Lykke Bistrup - Philippe Chaumontet - José Emilio Cuadrado - Manuel Delgado de Andrés - Stéphane Guay - Jens Jentner - Pascal Kohlvelter - Isaac Lisaso - Rafael Lorenzana - Gilles Mas - Alejandro Muñoz Pulpón - Luis Vicente Otin - José María Palacín - Clemencio Rodas - José Sune-Miquel | - Brian Lykke Bistrup - José Emilio Cuadrado - Manuel Delgado de Andrés - Antonio Esparza - Manuel Guijarro - Juan Guillén - Miguel Ángel Iglesias - Pascal Kohlvelter - Rafael Lorenzana - Fernando Martínez de Guereñu Ochoa - José Luis Morán - Alejandro Muñoz Pulpón - José Luis Otero - Clemencio Rodas - Jesús Rodríguez Rodríguez - Sergio Saiz |

| - Juan Carlos Alonso Calleja - José Emilio Cuadrado - Manuel Delgado de Andrés - Juan Carlos González Salvador - Manuel Guijarro - Juan Guillén - Miguel Ángel Iglesias - Rafael Lorenzana - Fernando Martínez de Guereñu Ochoa - José Luis Morán - Alejandro Muñoz Pulpón - José Luis Otero - José Pedrero - Jesús Rodríguez Rodríguez | - Javier Claramunt - José Emilio Cuadrado - José Luis Díaz Díaz - Antonio Espejo - Juan Carlos González Salvador - Manuel Guijarro - Miguel Ángel Iglesias - Rodolfo Jiménez - Rafael Lorenzana - Juan Ramón Martín - José Luis Morán - Casimiro Moreda - José Pedrero - Jesús Rodríguez |